# 西渡駅 (上海市)
西渡駅（せいどえき）は、上海市奉賢区南橋鎮の沪杭公路と西閘公路の交差点近くにある、上海軌道交通5号線南側延伸部分の高架駅。 2018年12月30日に開業した。

## 駅構造
西渡駅と閘浦二橋公路橋は共同で建設されており、橋上に相対式2面2線プラットホームを有する高架駅がある。2階が駅ホール層、3階がプラットホーム層。
| 地上3階 | 相対式プラットホーム、右ドアが開く | 相対式プラットホーム、右ドアが開く           |
| 地上3階 | ←■5号線莘荘方面（江川路駅）        |                                              |
| 地上3階 | ■5号線奉賢新城方面（蕭塘駅）→      |                                              |
| 地上3階 | 相対式プラットホーム、右ドアが開く |                                              |
| 地上2階 | 駅舎                               | 発券サービス、自動券売機、有人サービスデスク |
| 地上1階 | 出入口                             | 1-4番出口                                    |

- 西渡駅建設前の準備構造（2011年4月）
- ホーム

## 駅周辺
| 出入口  | 行先 |
| ------- | ---- |
| 1番出口 |      |
| 2番出口 |      |
| 3番出口 |      |
| 4番出口 |      |

## 隣の駅
上海軌道交通
■5号線本線
江川路駅 - 西渡駅 - 蕭塘駅